# Piano Colombo

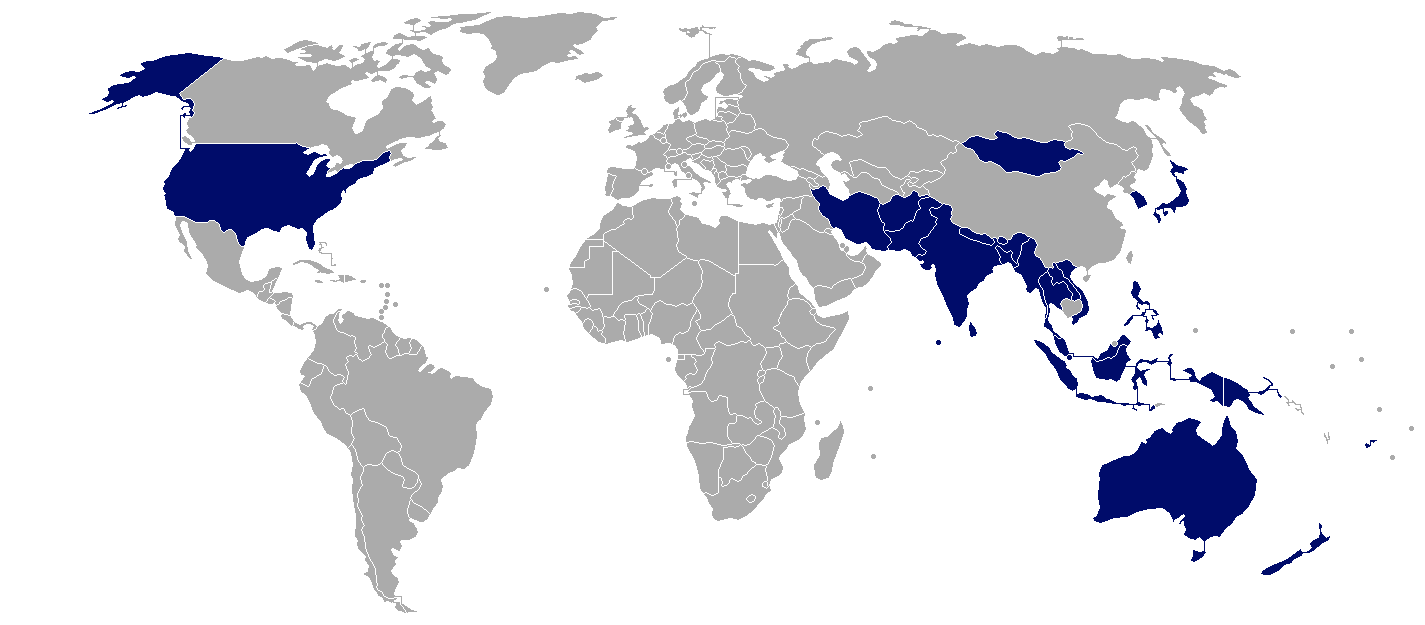
Stati membri del Piano Colombo

Il Piano Colombo è un'organizzazione internazionale regionale che incarna il concetto di sforzo collettivo intergovernativo per rafforzare lo sviluppo economico e sociale dei paesi membri nella regione dell'Asia e del Pacifico. Il primo obiettivo di tutte le attività del Piano Colombo è lo sviluppo delle risorse umane.
Il nome completo dell'organizzazione è Piano Colombo per l'Economia Cooperativa e lo Sviluppo Sociale in Asia e Pacifico.

## Storia
L'organizzazione fu concepita dalla Conferenze dei ministri degli esteri del Commonwealth, svoltosi a Colombo, Sri Lanka (allora Ceylon), nel gennaio 1950 e varata il 1º gennaio del 1951. A questo incontro, un Comitato Consultivo stabilì di fornire una struttura dentro cui gli sforzi di cooperazione internazionale potessero essere promossi per aumentare gli standard di vita della popolazione nella regione. Inizialmente concepito per durare sei anni, il Piano Colombo fu esteso per molto tempo fino al 1980, quando fu prolungato indefinitamente.
Originariamente fu chiamato Piano Colombo per lo Sviluppo Economico Cooperativo nell'Asia del Sud e del Sudest. Crebbe da un gruppo di sette paesi del Commonwealth delle nazioni (Australia, Regno Unito, Canada, Ceylon, India, Nuova Zelanda e Pakistan) fino ad un'organizzazione internazionale di 25 membri, inclusi paesi fuori dal Commonwealth e appartenenti ad altre organizzazioni regionali come l'ASEAN e la SAARC. Quando adottò una nuova costituzione nel 1977, il suo nome fu cambiato in Piano Colombo per la Cooperazione Economica e lo Sviluppo Sociale in Asia e Pacifico, per riflettere meglio la regione rappresentata e gli scopi delle sue attività.
Il Piano Colombo fu istituito come un'organizzazione intergovernativa regionale per l'assistenza allo sviluppo economico e sociale della regione. È basata sul concetto di associazione per il comune aiuto e l'autonomia nei processi di sviluppo con obiettivi le aree esistenti, sviluppo delle risorse umane e la cooperazione sud-sud. Mentre si riconosceva la necessità di un capitale fisico per promuovere la crescita, il Piano Colombo enfatizzava anche la necessità di aumentare il livello di abilità nell'assistenza e utilizzare il capitale fisico in modo più efficiente. Nei primi anni, l'assistenza del Piano Colombo per la crescita dei paesi in via di sviluppo comprendeva sia il trasferimento del capitale fisico sia quello tecnologico oltre ad una forte componente di sviluppo di abilità. Perciò, mentre le infrastrutture aeroporto, strade, ferrovie, dighe, ospedali, università, ecc. furono costruite nei paesi membri attraverso l'assistenza del Piano Colombo, un largo numero di persone furono simultaneamente gestite come infrastrutture ed economie in sviluppo.
Nel corso degli anni, mentre si affermava il concetto dello sviluppo delle risorse umane e della cooperazione sud-sud nelle questioni di sviluppo economico e sociale, il contenuto del programma del Piano fu cambiato per tenere conto delle necessità dei paesi membri in un ambiente economico in continuo cambiamento. Nei primi anni, i programmi di formazione avevano obiettivi a lungo termine mentre recentemente i programmi sono incentrati sulla fornitura di abilità avanzate e la condivisione di esperienze che aspirano ad arrivare alle migliori pratiche nei differenti campi delle attività economiche e sociali come mezzi per una buona politica di sviluppo e di governo.
I programmi correnti del Piano sono nell'area della formulazione di politiche pubbliche in un ambiente di economia globale e di mercato, nello sviluppo del settore privato come un motore primo per la crescita e nell'abuso e nella prevenzione della droga nei paesi membri. Il Piano Colombo provvede anche un'opportunità di sviluppo delle abilità per i tecnici nel medio periodo attraverso un altro dei suoi programmi: la Scuola Militare del Piano Colombo per l'Educazione Tecnica situata a Manila.

## Membri
I paesi membri del Piano Colombo sono attualmente 25:
- Afghanistan
- Australia
- Bangladesh
- Birmania
- Bhutan
- Corea del Sud
- Figi
- Filippine
- Giappone
- India
- Indonesia
- Iran
- Laos

- Maldive
- Malaysia
- Mongolia
- Nepal
- Nuova Zelanda
- Pakistan
- Papua Nuova Guinea
- Singapore
- Sri Lanka
- Stati Uniti
- Thailandia
- Vietnam

## Obiettivi
I principali obiettivi del Piano Colombo sono:
- promuovere l'interesse e il supporto per lo sviluppo economico e sociale dell'Asia e del Pacifico;
- promuovere la cooperazione tecnica e l'assistenza nella condivisione e trasferimento delle tecnologie tra i paesi membri;
- analizzare le informazioni pertinenti sulla cooperazione tecnologica tra i membri governativi, le agenzie multilaterali e altre agenzie con lo scopo di accelerare lo sviluppo attraverso lo sforzo cooperativo;
- facilitare il trasferimento e la condivisione delle esperienze di sviluppo tra i paesi membri dentro la regione con rilievo sul concetto di cooperazione sud-sud.

## Organizzazione
I principali organi del Piano Colombo sono:
- il Comitato Consultivo: comprende tutti i governi membri; è il corpo deliberante del Piano Colombo. Gli incontri biennali forniscono un forum per un confronto sui problemi correnti di sviluppo rilevati dai paesi membri e riesaminare i progressi economici e sociali dentro la regione;
- il Consiglio: è rappresentato dai capi della missione diplomatica dei governi membri residenti a Colombo, Sri Lanka. Individua importanti questioni di sviluppo rilevati dai membri e assicura l'attuazione delle direttive del Comitato Consultivo.;
- il Segretariato: è situato a Colombo, Sri Lanka, partecipa con una capacità di consiglio agli incontri del Comitato Consultivo, assiste il Consiglio nel compiere le sue funzioni; e provvede ad un supporto amministrativo per la consegna dei programmi.

## Fondi
I costi amministrativi del Consiglio e del Segretariato sono sostenuti allo stesso modo da tutti i paesi membri; invece i programmi di formazione sono finanziati volontariamente dai membri dell'organizzazione; sia da quelli in via di sviluppo sia da quelli che stanno emergendo. I paesi membri in via di sviluppo sono anche incoraggiati ad affrontare i costi locali ogni volta che i programmi di formazione sono tenuti nei loro paesi. Questi programmi sono anche finanziati da contributi provenienti da governi non membri, organizzazioni regionali/internazionali, fondazioni del settore pubblico e privato.

## Programmi
Il Piano Colombo ha sei programmi:
- Programma per la Pubblica Amministrazione
- Programma per lo Sviluppo del Settore Privato
- Programma per la Consulenza sulla Droga
- Programma per l'Associazione a Lungo Termine
- Programma sull'Ambiente